# Cochliopodium gallicum
Cochliopodium gallicum is een soort in de taxonomische indeling van de Amoebozoa. Deze micro-organismen hebben geen vaste vorm en hebben schijnvoetjes. Met deze schijnvoetjes kunnen ze voortbewegen en zich voeden. Het organisme komt uit het geslacht Cochliopodium en behoort tot de orde Himatismenida. Cochliopodium gallicum werd in 2006 ontdekt door Kudryavtsev & Smirnov.